# Arzama anoa
Arzama anoa är en fjärilsart som beskrevs av Dyar 1914. Arzama anoa ingår i släktet Arzama och familjen nattflyn. Inga underarter finns listade i Catalogue of Life.